# Pomnik Orfeusza
Pomnik Orfeusza (słoweń. Orfejev spomenik) – rzymski, marmurowy pomnik znajdujący się w Ptuju, w Słowenii. Jego wysokość wynosi 5 m, a szerokość 1,8 m. Stoi na centralnym placu miasta, Slovenskim trgu, naprzeciwko wieży miejskiej. Jest to najstarszy publiczny monument w Słowenii, zachowany w swym pierwotnym miejscu. Równocześnie jest największym pomnikiem znalezionym w rzymskiej prowincji Pannonia Superior i symbolem Ptuja.
Pomnik był pierwotnie nagrobkiem wystawionym w II w. n.e. na cześć burmistrza–duumwira ówczesnego miasta Poetovio, leżącego na terenie Górnej Panonii, Marcusa Valeriusa Verusa. W średniowieczu był użytkowany jako pręgierz. Przestępców przykuwano do żelaznych pierścieni przymocowanych do jego dolnej części. Od marca 2008 pomnik ma status narodowego pomnika kultury.

## Opis pomnika
Centralna płaskorzeźba przedstawia sceny z mitu o Orfeuszu, który opłakuje utraconą Eurydykę grając na lirze. Inne płaskorzeźby ukazują egipsko–greckiego boga Serapisa, symbolizującego nadzieję na ponowne przyjście na świat. Na rogach u góry steli przedstawione są lwy trzymające w łapach baranie głowy. Pod nimi znajduje się płaskorzeźba w formie tympanonu przedstawiająca boginię Księżyca, Selene, pochylającą się nad swym zmarłym kochankiem, Endymionem. Wszystkie płaskorzeźby i inskrypcje uległy silnej erozji.